# NGC 3718
NGC 3718 est une vaste galaxie spirale barrée située dans la constellation de la Grande Ourse. NGC 3718 a été découverte par l'astronome germano-britannique William Herschel en 1789.

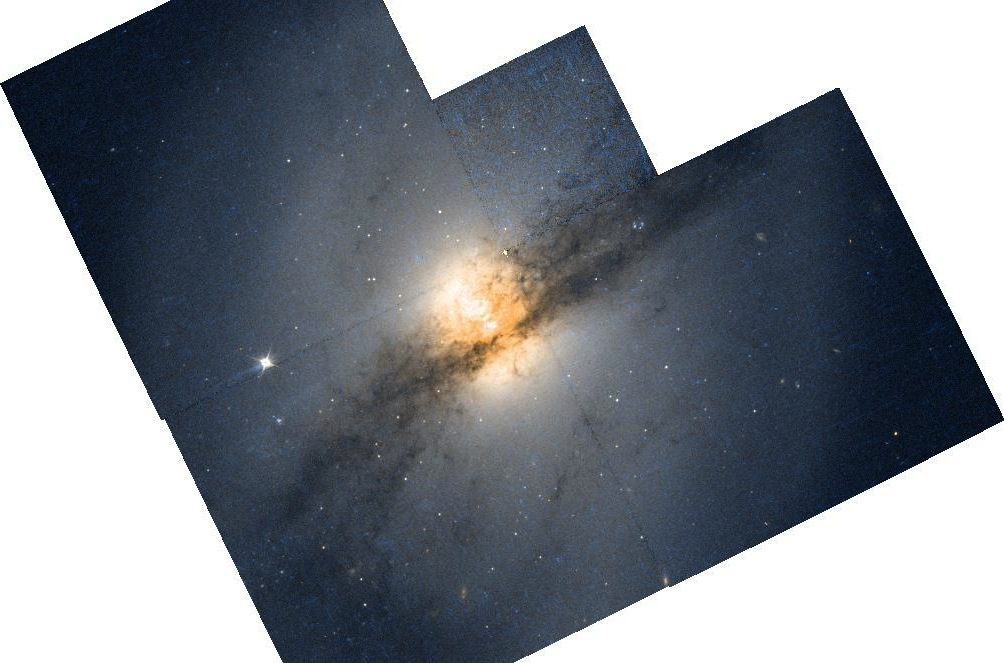
NGC 3718 par le télescope spatial Hubble.

## Caractéristiques
La classe de luminosité de NGC 3718 est I et elle présente une large raie HI. Elle renferme également des régions d'hydrogène ionisé. De plus, c'est une galaxie LINER, c'est-à-dire une galaxie dont le noyau présente un spectre d'émission caractérisé par de larges raies d'atomes faiblement ionisés.

### Distance
Sa vitesse par rapport au fond diffus cosmologique est de 993 ± 1 km/s, ce qui correspond à une distance de Hubble de 17,36 ± 1,23 Mpc (∼56,6 millions d'al).
À ce jour, neuf mesures non basées sur le décalage vers le rouge (redshift) donnent une distance de 14,667 ± 2,618 Mpc (∼47,8 millions d'al), ce qui est à l'intérieur des valeurs de la distance de Hubble. Puisque cette galaxie est relativement rapprochée du Groupe local, il est probable que cette valeur soit plus près de la distance réelle de NGC 3718. Notons que c'est avec la valeur moyenne des mesures indépendantes, lorsqu'elles existent, que la base de données NASA/IPAC calcule le diamètre d'une galaxie.

### Morphologie
NGC 3718 a été utilisée par Gérard de Vaucouleurs comme une galaxie de type morphologique Sa pec dans son atlas des galaxies,.

### Galaxie de Seyfert
C'est aussi une galaxie active de type Seyfert 1. 

### Brillance de surface
En raison d'une brillance de surface égale à 14,58 mag/am2, on peut qualifier NGC 3718 de galaxie à faible brillance de surface (LSB en anglais pour low surface brightness). Les galaxies LSB sont des galaxies diffuses (D) avec une brillance de surface inférieure de moins d'une magnitude à celle du ciel nocturne ambiant.

## Trou noir supermassif
Selon un article basé sur les mesures de luminosité de la bande K de l'infrarouge proche du bulbe de NGC 3718, on obtient une valeur de 107,7 {\displaystyle M_{\odot }} (50 millions de masses solaires) pour le trou noir supermassif qui s'y trouve.

## Groupe de NGC 3631
Selon un article de A.M. Garcia paru en 1993, NGC 3718 fait partie du groupe de NGC 3631. Ce groupe de galaxies comprend au moins 10 galaxies. Les autres galaxies du groupe sont NGC 3631, NGC 3657, NGC 3729, NGC 3913, NGC 3972, NGC 3998, UGC 6251, UGC 6446 et UGC 6816. Abraham Mahtessian mentionne aussi l'existence de ce groupe, mais il n'y figure que 5 galaxies, soit NGC 3631, NGC 3657, NGC 3718, NGC 3729 et UGC 6446 qui est notée 1123+5401 pour CGCG 1123.8+5401 dans son article. Les trois autres galaxies (NGC 3913, NGC 3972 et NGC 3998) figurent dans un autre groupe cité par Mahtessian, soit le groupe de M101.

### Paire de galaxies en interaction

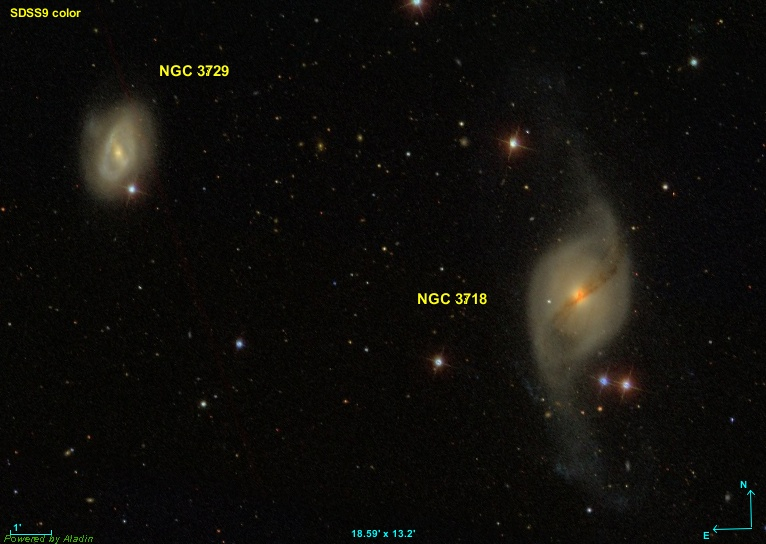
La paire de galaxies NGC 3718 et NGC 3729.

Les galaxies NGC 3718 et NGC 3729 de ce groupe constituent une paire en interaction gravitationnelle.

## Amas de la grande Ourse et superamas de la Vierge
Les groupes de NGC 3631 et de M101 font partie de l'amas de la Grande Ourse, l'un des amas galactiques du superamas de la Vierge.